# Invincible: Guarding the Globe
Invincible: Guarding the Globe es un videojuego de rol desarrollado por Ubisoft Barcelona Mobile y publicado por Ubisoft Entertainment para Android y iOS.

## Jugabilidad
Invincible: Guarding the Globe es un juego de rol inactivo con elementos gacha ambientado en el universo Invincible. Alguien está haciendo clones tanto de los villanos como de los héroes de la franquicia y los está utilizando para crear caos en la ciudad.
Los jugadores deben reclutar héroes y colocarlos en posiciones tácticas antes de permitirles luchar contra los clones para ganar fichas y gemas GDA. Además del modo campaña, los jugadores pueden enviar a sus héroes a misiones especiales llamadas GDA Ops o Alianzas que luego generan ingresos pasivos. Allí y en las tiendas pueden encontrar fragmentos de héroes que pueden combinar para crear el equipo de superhéroes que deseen.